# 1976 год в кино

## Фильмы

### Мировое кино
- «Багси Мэлоун»/Bugsy Malone, Великобритания, (реж. Алан Паркер)
- «Барокко»/Barocco, Франция, (реж. Андре Тешине)
- «Блеф»/Bluff – Storia di truffe e di imbroglioni, Италия, (реж. Серджо Корбуччи)
- «Возвращение бумеранга»/Comme un boomerang, Италия—Франция, (реж. Хосе Джованни)
- «Возвращение человека по имени Лошадь»/The Return of a Man Called Horse, США, (реж. Ирвин Кершнер)
- «Волшебный клинок»/天涯明月刀/The Magic Blade, Гонконг, (реж. Чу Юань)
- «Всеобщее чувство стыда»/Il Comune Senso Del Pudore, Италия, (реж. Альберто Сорди)
- «Вся президентская рать»/All the President’s Men, США, (реж. Алан Пакула)
- «Гудини»/Houdini: The Untold Story, США, (реж. Тим Бёртон)
- «Дальше некуда»/On Aura Tout Vu, Франция, (реж. Жорж Лотнер)
- «Двадцатый век»/Novecento, Италия, (реж. Бернардо Бертолуччи)
- «Девочка, что живёт в конце улицы»/The Little Girl Who Lives Down the Lane, США, (реж. Николас Гесснер)
- «Джоси Уэйлс — человек вне закона»/The Outlaw Josey Wales, США, (реж. Клинт Иствуд)
- «Дракула — отец и сын»/Dracula Pere Et Fils, Франция, (реж. Эдуард Молинаро)
- «Жилец»/Le Locataire, Франция—США, (реж. Роман Полански)
- «Защитные цвета»/Barwy ochronne, Польша, (реж. Кшиштоф Занусси)
- «Игрушка»/Le Jouet, Франция, (реж. Франсис Вебер)
- «Империя чувств»/愛のコリーダ, Япония—Франция, (реж. Нагиса Осима)
- «Йонас, которому будет 25 лет в 2000 году»/Jonas Qui Aura Vingt Ans En L’An 2000, Швейцария—Франция, (реж. Ален Таннер)
- «Казанова Федерико Феллини»/Il Casanova Di Federico Fellini, Италия, (реж. Федерико Феллини)
- «Кинг-Конг»/King Kong, США, (реж. Джон Гиллермин)
- «Китайская рулетка»/Chinesisches Roulette, ФРГ—Франция, (реж. Райнер Вернер Фасбиндер)
- «Крылышко или ножка»/L' Aile Ou La Cuisse, Франция, (реж. Клод Зиди)
- «Кэрри»/Carrie, США, (реж. Брайан Де Пальма)
- «Лицом к лицу»/Ansikte Mot Ansikte, Швеция, (реж. Ингмар Бергман)
- «Люди Шаолиня»/Shao Lin men, Гонконг, (реж. Джон Ву)
- «Маркиза фон О»/Die Marquise von O…, ФРГ, (реж. Эрик Ромер)
- «Месьё Кляйн»/Monsieur Klein, Франция—Италия, (реж. Джозеф Лоузи)
- «Метеоры-убийцы»/风雨爽流星/The Killer Meteors, Гонконг, (реж. Ло Вэй)
- «Налёт на 13-е отделение полиции»/Assault on Precinct 13, США, (реж. Джон Карпентер)
- «Невинный»/L’Innocente, Италия—Франция, (реж. Лукино Висконти)
- «Немое кино»/Silent Movie, США, (реж. Мел Брукс)
- «Омен»/The Omen, США—Великобритания, (реж. Ричард Доннер)
- «Орёл приземлился»/The Eagle Has Landed, Великобритания, (реж. Джон Элиот Стерджес)
- «Последний магнат»/The Last Tycoon, США, (реж. Элиа Казан)
- «Последняя женщина»/L' Ultima Donna, Италия—Франция, (реж. Марко Феррери)
- «Потерянная душа»/Anima Persa, Италия—Франция, (реж. Дино Ризи)
- «Пустыня Тартари»/Il deserto dei tartari, Италия—Франция—ФРГ, (реж. Валерио Дзурлини)
- «Пятая печать»/Az Otodik Pecset, Венгрия, (реж. Золтан Фабри)
- «Робин и Мэриан»/Robin And Marian, Великобритания, (реж. Ричард Лестер)
- «Розовая пантера наносит новый удар»/The Pink Panther Strikes Again, Великобритания, (реж. Блейк Эдвардс)
- «Рокки»/Rocky, США, (реж. Джон Эвилдсен)
- «Салон Китти»/Salon Kitty, Италия—ФРГ—Франция, (реж. Тинто Брасс)
- «Смертельная ловушка»/Eaten Alive, США, (реж. Тоуб Хупер)
- «Таксист»/Taxi Driver, США, (реж. Мартин Скорсезе)
- «Телесеть»/Network, США, (реж. Сидни Люмет)
- «Теневая черта»/Smuga cienia, Польша—Великобритания, (реж. Анджей Вайда)
- «Труп моего врага»/Le Corps De Mon Ennemi, Франция, (реж. Анри Верней)
- «Убийство китайского букмекера»/The Killing Of A Chinese Bookie, США, (реж. Джон Кассаветис)
- «Человек из мрамора»/Człowiek z marmuru, Польша, (реж. Анджей Вайда)
- «Человек, который упал на Землю»/The Man Who Fell to Earth, Великобритания, (реж. Николас Джек Роуг)
- «Шерлок Холмс в Нью-Йорке»/Sherlock Holmes in New York, США, (реж. Борис Сагал)
- «Я тебя люблю… Я тебя тоже нет»/Je t’aime moi non plus, Франция, (реж. Серж Генсбур)

### Советское кино

#### Фильмы Азербайджанской ССР
- «В один прекрасный день» (реж. Юлий Гусман и Рустам Ибрагимбеков)
- «Дервиш взрывает Париж» (реж. Шамиль Махмудбеков и Кямиль Рустамбеков)
- «Мезозойская история» (реж. Рашид Атамалибеков)

#### Фильмы БССР
- «Венок сонетов», (реж. Валерий Рубинчик)
- «Воскресная ночь», (реж. Виктор Туров)
- «Всего одна ночь»
- «Легко быть добрым», (реж. Виктор Жилин)
- «Маринка, Янка и тайны королевского замка / Пастух Янка», (реж. Юрий Цветков и Вацлава Вербовская)
- «Про дракона на балконе, про ребят и самокат», (реж. Геннадий Харлан)
- «Сын председателя»

#### Фильмы Грузинской ССР
- «Городок Анара», (реж. Ираклий Квирикадзе)
- «Настоящий тбилисец и другие», (реж. Нана Мчедлидзе)
- «Пастораль», (реж. Отар Иоселиани)
- «Побег на рассвете», (реж. Семён Долидзе)

#### Фильмы Латвийской ССР
- «Соната над озером» (реж. Гунар Цилинский и Варис Брасла)

#### Фильмы РСФСР
- «12 стульев», (реж. Марк Захаров)
- «Безотцовщина», (реж. Владимир Шамшурин)
- «Бешеное золото», (реж. Самсон Самсонов)
- «Вдовы», (реж. Сергей Микаэлян)
- «Весёлое сновидение, или Смех и слёзы», (реж. Игорь Усов)
- «Восхождение», (реж. Лариса Шепитько)
- «Встретимся у фонтана», (реж. Олег Николаевский)
- «Два капитана», (реж. Евгений Карелов)
- «Двадцать дней без войны», (реж. Алексей Герман)
- «Деревня Утка», (реж. Борис Бунеев)
- «Дни Турбиных», (реж. Владимир Басов)
- «Золотая речка», (реж. Вениамин Дорман)
- «…И другие официальные лица», (реж. Семён Аранович)
- «Кадкина всякий знает», (реж. Наталья Трощенко, Анатолий Вехотко)
- «Ключ без права передачи», (реж. Динара Асанова)
- «Когда наступает сентябрь», (реж. Эдмонд Кеосаян)
- «Красное и чёрное», (реж. Сергей Герасимов)
- «Легенда о Тиле», (реж. Александр Алов, Владимир Наумов)
- «Меня это не касается», (реж. Герберт Раппапорт)
- «Моё дело», (реж. Леонид Марягин)
- «Небесные ласточки», (реж. Леонид Квинихидзе)
- «Первый рейс», (реж. Аян Шахмалиева)
- «Подранки», (реж. Николай Губенко)
- «Пока бьют часы», (реж. Геннадий Васильев)
- «Принцесса на горошине», (реж. Борис Рыцарев)
- «Раба любви», (реж. Никита Михалков)
- «Розыгрыш», (реж. Владимир Меньшов)
- «Семьдесят два градуса ниже нуля», (реж. Сергей Данилин, Евгений Татарский)
- «Сентиментальный роман» (реж. Игорь Масленников)
- «Сказ про то, как царь Пётр арапа женил», (реж. Александр Митта)
- «Сладкая женщина», (реж. Владимир Фетин)
- «Стажёр» (реж. Дамир Вятич-Бережных)
- «Табор уходит в небо», (реж. Эмиль Лотяну)
- «Только вдвоём», (реж. Георгий Кузнецов)
- «Труффальдино из Бергамо», (реж. Владимир Воробьёв)
- «Трын-трава», (реж. Сергей Никоненко)
- «Ты — мне, я — тебе», (реж. Александр Серый)

#### Фильмы Украинской ССР
- «Аты-баты, шли солдаты», (реж. Леонид Быков)

#### Фильмы совместных производителей

##### Двух стран
- «Мама», (реж. Элизабета Бостан)
- «Синяя птица», (реж. Джордж Кьюкор)

## Персоналии

### Родились
- 2 января — Пас Вега, испанская актриса кино и телевидения, наиболее известна главной ролью в фильме «Люсия и секс». Обладательница премии «Гойя» 2001 года за лучший дебют.
- 15 июля — Дайан Крюгер, немецкая актриса и фотомодель.
- 2 августа — Сэм Уортингтон, австралийский актёр.

### Скончались
- 17 марта — Лукино Висконти, итальянский режиссёр театра и кино.
- 27 марта — Антон Маринович, болгарский кинорежиссёр и сценарист.
- 17 июля — Михаил Яншин, советский актёр театра и кино, режиссёр, Народный артист СССР.
- 10 ноября --- Анна Коломийцева, советская актриса театра и кино.
- 24 декабря — Виктор Яковлевич Станицын, советский актёр театра и кино, театральный режиссёр, Народный артист СССР.